# Казалромано
Казалрома̀но (на италиански: Casalromano, на местен диалект: Casarimà, Казарима) е село и община в Северна Италия, провинция Мантуа, регион Ломбардия. Разположено е на 42 m надморска височина. Населението на общината е 1570 души (към 2011 г.).